# Pulvinister nevermanni
Pulvinister nevermanni är en skalbaggsart som beskrevs av August Reichensperger 1933. Pulvinister nevermanni ingår i släktet Pulvinister och familjen stumpbaggar. Inga underarter finns listade i Catalogue of Life.